# Amitabha

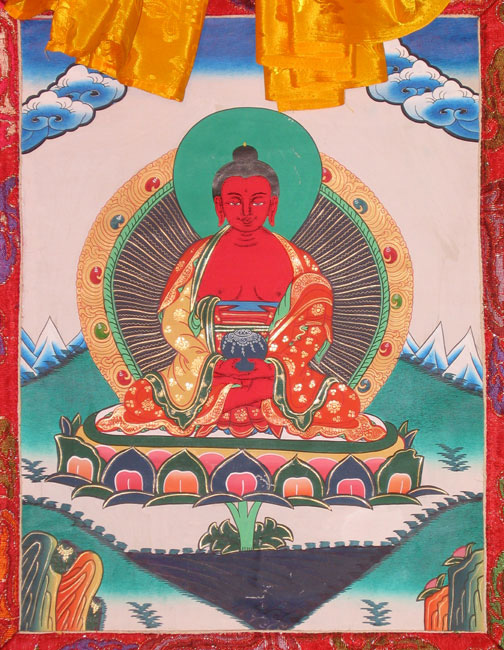
Tantra-buddhistisches Rollbild (Thangka) des Buddha Amitabha (tibetischer Buddhismus)

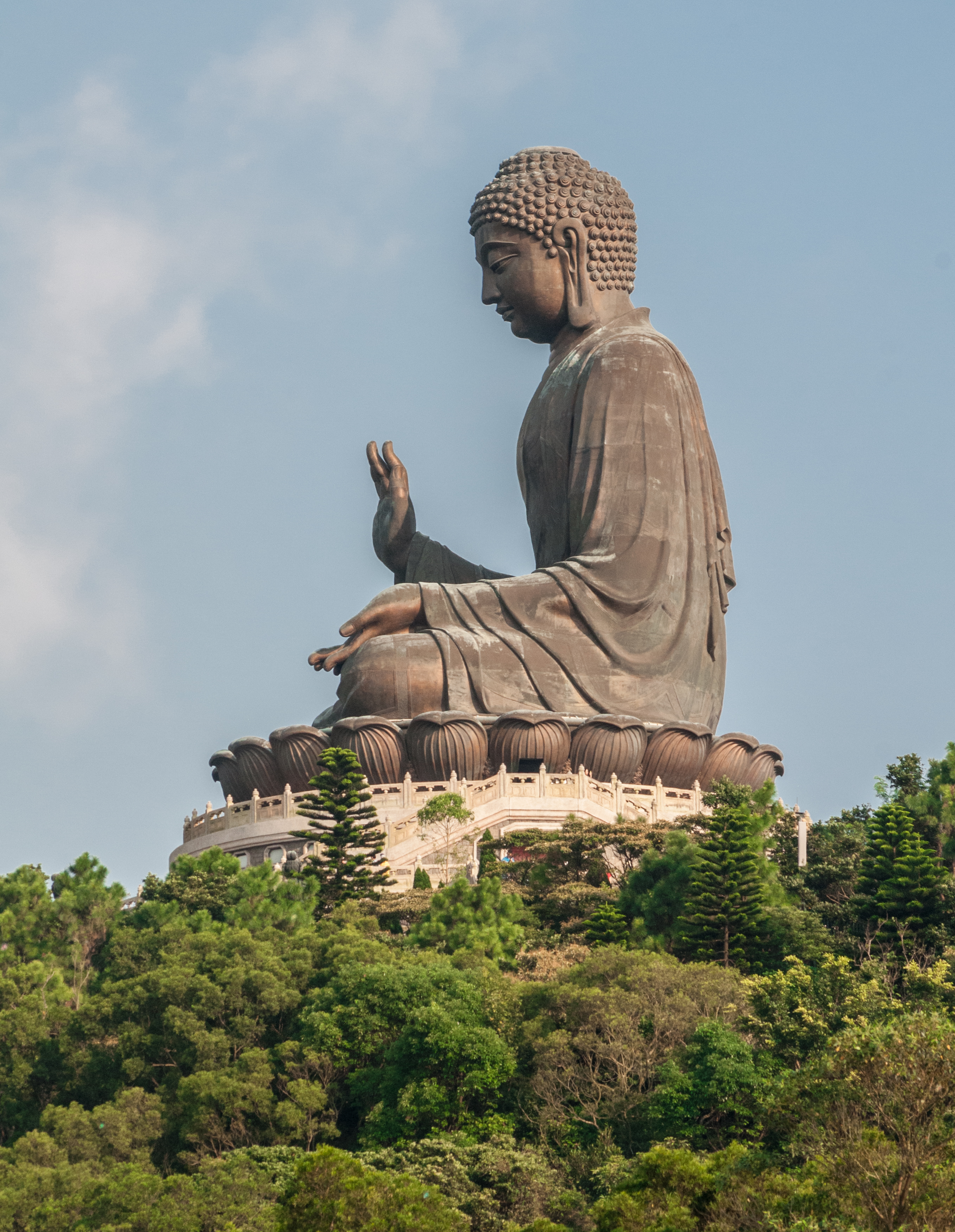
Tian Tan Buddha, eine Darstellung des Buddha Amitabha, die weltgrößte freistehende sitzende Buddhastatue (Lantau Island, Hongkong)

Kōtoku-in

Amitabha (Sanskrit अमिताभ Amitābha; Tibetisch: 'Od dpag med / Snang ba mtha' yas; chinesisch 阿彌陀佛 / 阿弥陀佛, Pinyin Ēmítuófó, W.-G. O-mi-t'o fo; jap. 阿弥陀仏, Amida butsu bzw. 阿弥陀如来, Amida nyorai, „Buddha des Unermesslichen Lichtglanzes“) ist ein transzendenter Buddha, dem im gesamten sino-japanischen respektive ostasiatischen Raum höchste Verehrung zuteilwird.

## Überblick
Sein Reich Sukhavati ist eines von mehreren Reinen Ländern, in das ein Mensch durch Rezitieren des Namens Amitabhas hineingeboren werden soll (siehe Nianfo).
Die Amitabha-Verehrung bildet den Mittelpunkt verschiedener buddhistischer Denominationen, von denen die chinesische Schule des Reinen Landes (chin. 淨土宗 / 净土宗 Pinyin Jìngtǔzōng W.-G.Ching-t’u-tsung) und die japanischen Schulen der Jōdo-shū und der Jōdo-Shinshū die bekanntesten sind.
Die sich auf Buddha Amitabha berufende Schule wird auch Amidismus oder Amitabha-Buddhismus genannt.
Amitabha spielt auch eine wichtige Rolle im tibetischen Buddhismus Vajrayana und gilt dort als Urbuddha der Lotosfamilie (Adibuddha). Es gibt im tibetischen Buddhismus verschiedene Praktiken, um Zugang zu dem Reinen Land von Amitabha zu erlangen, so zum Beispiel das Sablam Phowa. Padmasambhava wird im tibetischen Buddhismus als eine Inkarnation bzw. Emanation von Amitabha angesehen.
Amitabha ist der Buddha der umfassenden Liebe. Er lebt in der Ruhe (Darstellung als meditierender Buddha) und arbeitet für die Erleuchtung aller Wesen (Darstellung als segnender Buddha). Seine wichtigste Erleuchtungstechnik ist die Visualisierung der umgebenden Welt als reines Land. Wer seine Welt als reines Land begreift, erweckt dadurch die Erleuchtungsenergie in sich. Die Welt als reines Land sehen kann man durch entsprechende klare und unbegrenzte Sichtweise (Erleuchtungsgeist) oder indem man allen Wesen Licht sendet (alle Wesen glücklich wünscht). Nach der Amitabha-Lehre erwacht man nach dem physischen Tod im reinen Land (das Reine Land Amitabhas, sanskr. Ogmin, tib. Dewachen), wenn man seinen Namen als Mantra denkt und der Geist durch das Scheitelchakra den Körper verlässt.